# Triatló als Jocs Mediterranis de 2018

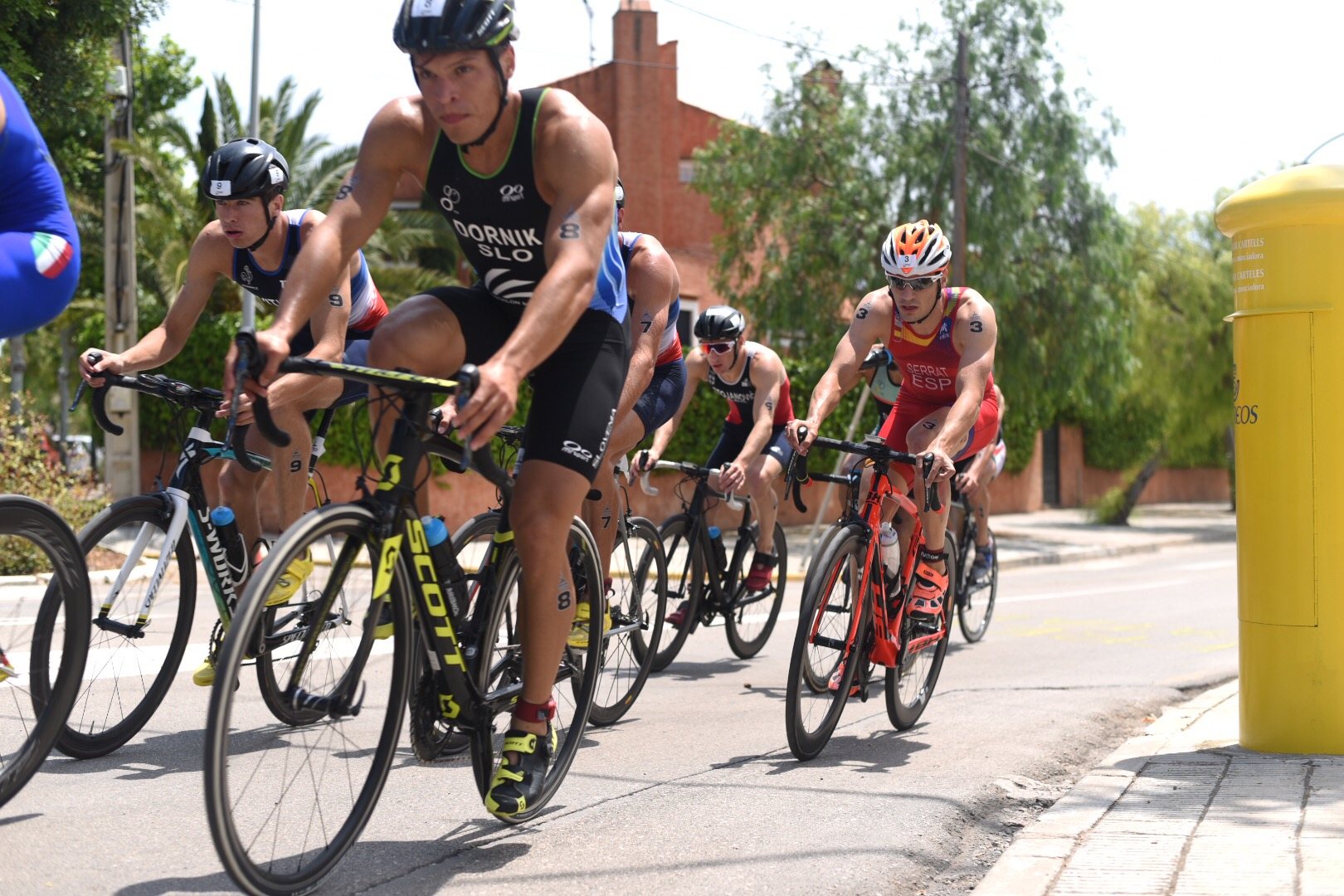
La secció ciclista de la prova masculina.

La competició de triatló dels Jocs del Mediterrani de 2018 de Tarragona es va celebrar el dia 23 juny al circuit urbà d'Altafulla. L'edició del 2018 serà la primera en que es disputarà aquest esport en els Jocs del Mediterrani.
La competició es va centrar en dues modalitats individuals, masculina i femenina.

## Medaller per categoria
| Categoria       | Or             | Plata          | Bronze          |
| Prova masculina | João Pereira   | Antonio Serrat | Antonio Benito  |
| Prova femenina  | Melanie Santos | Anna Godoy     | Federica Padori |

## Medaller per país
| Posició | País     | Or | Plata | Bronze | Total |
| 1       | Portugal | 2  | -     | -      | 2     |
| 2       | Espanya  | -  | 2     | 1      | 3     |
| 3       | Itàlia   | -  | -     | 1      | 1     |
| Total   | Total    | 2  | 2     | 2      | 6     |